# Ricquebourg
Ricquebourg é uma comuna francesa na região administrativa de Altos da França, no departamento de Oise. Estende-se por uma área de 5,09 km². Em 2010 a comuna tinha 300 habitantes (densidade: 58,9 hab./km²).